# Języki machacali
Języki machacali (machakalskie) – rodzina języków brazylijskich z fyli makro-ge. 

## Klasyfikacja
- język machakali
- język monocho
- † język capocho (koposo)
- † język cumanacho
- † język macuni
- † język panhame (pañame)
- † język paraxim

Ethnologue uznaje jedynie machakali za oddzielny język, a pozostałe – za jego dialekty. Ponadto do rodziny machacali zalicza także:
- język patachó (pataxó hã-ha-hãe).